# Neptune (Schiff, 2009)
Die Neptune ist ein Flüssiggastanker, der als Flüssigerdgasspeicher- und -verdampfungsschiff ausgerüstet ist und als solcher genutzt wird. Dieser Schiffstyp wird international als FSRU bezeichnet, FSRU steht für Floating Storage and Regasification Unit.

## Umbau
Die Neptune wurde am 13. Juli 2022 von dem Unternehmen Deutsche ReGas von TotalEnergies gechartert und ist am 23. November 2022 im Fährhafen Mukran auf der Insel Rügen eingelaufen. Sie wurde hier für ihren Einsatz beim LNG-Terminal Deutsche Ostsee in Lubmin zur Verdampfung von flüssigem Erdgas als schwimmendes Flüssigerdgasterminal umgebaut.
Für ihren Einsatz in Lubmin wurde sie geleichtert und geringfügig umgebaut, auch um die Anschlüsse an die bestehenden Gasleitungen anzupassen. Der Tiefgang wurde von 9,60 auf etwa 5,20 Meter verringert und die Anschlüsse an die landseitigen Rohrleitungen installiert. Am 16. Dezember 2022 traf die Neptune im Lubminer Hafen ein.

## Geschichte
Das Schiff wurde 2009 in Südkorea von der Werft Samsung Heavy Industries in Geoje als Flüssiggastanker gebaut und unter dem Namen GDF Suez Neptune in Dienst gestellt. Es wurde 2016 für den Einsatz zum FSRU umgebaut und in der Türkei eingesetzt.

## Schiffsdaten
Das Schiff ist 283,06 m lang, hat eine Breite von 43,50 m und einen Tiefgang von 11,40 m. Der dieselelektrische Antrieb besteht aus zwei ABB-Elektromotoren, die jeweils eine Nennleistung von 13.200 kW aufweisen und dem Schiff eine Dienstgeschwindigkeit von 19,5 Knoten verleihen. Die elektrischen Antriebsmotoren mit den Propellern werden von den Generatoren der drei V-Motoren vom Typ Wärtsilä 12V50 DF mit 12 Zylindern und 11.700 kW Nennleistung und einem 6-Zylinder Reihenmotor derselben Baureihe angetrieben.